# Епархия Фантхьета
Епархия Фантхьета (лат. Dioecesis Phanthietensis) — епархия Римско-Католической Церкви с центром в городе Фантхьет, Вьетнам. Епархия Фантхьета входит в митрополию Хошимина. Кафедральным собором епархии Фантхьета является церковь Святейшего Сердца Иисуса.

## История
30 января 1975 года Римский папа Павел VI издал буллу «Arcano Dei», которой учредил епархию Фантхьета, выделив её из епархии Нячанга.

## Ординарии епархии
- епископ Paul Nguyên Van Hòa (30.01.1975 — 25.04.1975) — назначен епископом Нячанга;
- епископ Nicolas Huynh Van Nghi (6.09.1979 — 1.04.2005);
- епископ Paul Nguyên Thanh Hoan (1.04.2005 — 25.07.2009);
- епископ Joseph Vu Duy Thông (25.07.2009 — по настоящее время).